# Denholm Elliott
Denholm Mitchell Elliott (Ealing (Londen), 31 mei 1922 – Ibiza (Spanje), 6 oktober 1992) was een Engels karakteracteur.

## Levensloop
Elliotts carrière duurde meer dan veertig jaar. Een tijd waarin hij vooral excentrieke Engelsmannen uit de upper middle class speelde. Zo speelde hij Marcus Brody uit twee van de vier Indiana Jones-films. Andere bekende bijrollen speelde hij in films als Trading Places, The Boys from Brazil, A Bridge Too Far en Robin and Marian. Hij was zowel in de Verenigde Staten als in Europa een bekend gezicht.
In 1954 is hij acht maanden getrouwd geweest met de Engelse actrice Virginia McKenna. Van 1962 tot zijn dood was hij getrouwd met Susan Robinson. Het stel kreeg twee kinderen. Elliott was biseksueel.
Bij Denholm Elliott werd in 1987 hiv geconstateerd. Een jaar later ontwikkelde hij aids. Hieraan stierf hij vier jaar later op zeventigjarige leeftijd.

## Filmografie
- Dear Mr. Prohack (1949) - Oswald Morfey
- Suspense (televisieserie, aflevering Margin for Safety, 1951)
- Studio One (televisieserie, aflevering One Pair of Hands, 1951)
- La bergère et le ramoneur (1952) - Stem van ... in de Engelse versie
- The Sound Barrier (1952) - Christopher Ridgefield
- The Ringer (1952) - John Lemley
- The Holly and the Ivy (1952) - Michael 'Mick' Gregory
- The Cruel Sea (1953) - Morell
- The Heart of the Matter (1953) - Wilson
- Montserrat (televisiefilm, 1954) - Montserrat
- They Who Dare (1954) - Sergeant Corcoran
- Lease of Life (1954) - Martin Blake
- The Man Who Loved Readheads (1955) - Dennis
- The Night My Number Came Up (1955) - Fl. Lt. McKenzie
- Pacific Destiny (1956) - Arthur Grimble
- Hallmark Hall of Fame (televisieserie, aflevering The Lark, 1957) - Warwick
- Twelfth Night (televisiefilm, 1957) - Sebastian
- Hallmark Hall of Fame (televisieserie, aflevering Twelfth Night, 1957) - Sebastian
- The DuPont Show of the Month (televisieserie, aflevering A Tale of Two Cities, 1958) - Charles Darnay
- Suspicion (televisieserie, aflevering The Girl Upstairs, 1958)
- The DuPont Show of the Month (televisieserie, aflevering Wuthering Heights, 1958) - Edgar Norton
- Alfred Hitchcock Presents (televisieserie, aflevering The Crocodile Case, 1958) - Jack Lyons
- Armchair Theatre (televisieserie, aflevering The Travelling Lady, 1958)
- The DuPont Show of the Month (televisieserie, afleveringThe Winslow Boy, 1958) - Sir Robert Morton
- Alfred Hitchcock Presents (televisieserie, aflevering Relative Value, 1959) - John Manbridge
- The Moon and Sixpence (televisiefilm, 1959)
- Scent of Mystery (1960) - Oliver Larker
- A Reason for Staying (televisiefilm, 1961)
- Station Six-Sahara (1962) - Macey
- Hancock (televisieserie, aflevering Shooting Star, 1963) - Peter Dartford
- Hallmark Hall of Fame (televisieserie, aflevering Invincible Mr. Disraeli, 1963) - Montague Corry
- The Invincible Mr. Disraeli (televisiefilm, 1963) - Montague Corry
- The Holy Terror (televisiefilm, 1964) - Herbert
- Nothing But the Best (1964) - Charlie Prince
- The High Bright Sun (1964) - Baker
- Hallmark Hall of Fame (televisieserie, aflevering The Holy Terror, 1965) - Herbert
- Armchair Mystery Theatre (televisieserie, aflevering Man and Mirror, 1965) - Geoffrey
- The Wednesday Play (televisieserie, aflevering A Little Temptation, 1965) - Vincent
- You Must Be Joking! (1965) - Capt. Tabasco
- The Wednesday Thriller (televisieserie, aflevering The House, 1965) - John Fairchild
- King Rat (1965) - Lt. G.D. Larkin
- Thirty-Minute Theatre (televisieserie, aflevering Application Form, 1965) - De interviewer
- Danger Man (televisieserie, aflevering The Hunting Party, 1966) - Basil Jordan
- Alfie (1966) - De aborteur
- Mystery and Imagination (televisieserie, aflevering The Fall of the House of Usher, 1966) - Roderick Usher
- The Spy with a Cold Nose (1966) - Pond-Jones
- The Man in Room 17 (televisieserie, 1966) - Defraits
- Here We Go Round the Mulberry Bush (1967) - Mr. Beauchamp
- Maroc 7 (1967) - Inspecteur Barrada
- Coronet Blue (televisieserie, aflevering Man Running, 1967) - Crowell
- The Strange Case of Dr. Jekyll and Mr. Hyde (televisiefilm, 1968) - Mr. George Devlin
- The Wednesday Play (televisieserie, afleveringen Let's Murder Vivaldi, 1968) - Gerald
- Detective (televisieserie The German Song, 1968) - Reggie Fortune
- Mystery and Imagination (televisieserie, aflevering Dracula, 1968) - Dracula
- The Night They Raided Minsky's (1968) - Vance Fowler, Secretary of the Society for the Supression of Vice
- The Sea Gull (1968) - Dorn, een dokter
- Scenes from Family Life (Televisiefilm, 1969)
- Too Late the Hero (1970) - Capt. Hornsby
- The Rise and Rise of Michael Rimmer (1970) - Peter Niss
- Percy (1971) - Emmanuel Whitbread
- The House That Dripped Blood (1971) - Charles Hillyer (Segment 'Method for Murder')
- Play of the Month (televisieserie, aflevering The Wild Duck, 1971) - Hjalmar Ekdal, Hedvigs vader
- Quest for Love (1971) - Tom Lewis
- The Sextet (televisieserie, aflevering Follow the Yellow Brick Road, 1972) - Jack Black
- The Sextet (televisieserie, aflevering The Gregorian Chant, 1972) - Ellis
- The Sextet (televisieserie, aflevering Night Duty, 1972) - Swan
- The Sextet (televisieserie, aflevering A Question of Degree, 1972) - Max Firebrace
- The Sextet (televisieserie, aflevering Stoker Leishman's Diaries, 1972) - Edgar
- Jackanory (televisieserie, aflevering The Iron Man, 1972) - Voorlezer
- Madame Sin (1972) - Malcolm De Vere
- The Sextet (televisieserie, aflevering Stanley's Style, 1972) - Stanley
- The Persuaders! (televisieserie, aflevering A Death in the Family, 1972) - Roland
- The Sextet (televisieserie, aflevering Disappearing Trick, 1972) - Peter Lelliot
- A Question of Degree (televisiefilm, 1972) - Max Firebrace
- The Sextet (televisieserie, aflevering Blur and Blank via Cleckheaton, 1972) - Francis Ramsdale
- Love Story (televisieserie, aflevering Home for the Holidays, 1973) - Een oudere man
- A Doll's House (1973) - Krogstad
- The Song of Songs (televisiefilm, 1973) - Dr. Salmoni
- The Last Chapter (1974) - Robert Murray
- The Lady from the Sea (televisiefilm, 1974)
- The Apprenticeship of Duddy Kravitz (1974) - Frater
- Percy's Progress (1974) - Sir Emmanuel Whitbread
- Thriller (televisieserie, aflevering The Crazy Kill, 1975) - Dr. Frank Henson
- Russian Roulette (1975) - Commandant Petapiece
- Shades of Greene (televisieserie, aflevering The Invisible Japanese Gentleman, 1975) - De auteur
- Clayhanger (televisieserie, 1976) - Tertius Ingsen
- To the Devil a Daughter (1976) - Henry Beddows
- Robin and Marian (1976) - Will Scarlett
- Orde Wingate (televisieserie, 1976) - Senior Officer, Delhi
- Partners (1976) - John Grey
- The Signalman (televisiefilm, 1976) - The Signalman
- Voyage of the Damned (1976) - Adm. Wilhelm Canaris
- A Bridge Too Far (1977) - Meteorologisch officier van de RAF
- Supernatural (televisieserie, aflevering Lady Sybil 1977) - Geoffrey Manners
- The Strange Case of the End of Civilization as We Know It (1977) - Engels afgezant
- Ripping Yarns (televisieserie, aflevering Across the Andes by Frog, 1977) - Mr. Gregory
- BBC2 Play of the Week (televisieserie, aflevering Shooting the Chandelier, 1977) - Semyon
- Watership Down (1978) - Cowslip (stem)
- Sweeney 2 (1978) - Jupp
- The Hound of the Baskervilles (1978) - Stapleton
- La petite fille en velours bleu (1978) - Mike
- Crest of a Wave (televisiefilm, 1978)
- The Boys from Brazil (1978) - Sidney Beynon
- Saint Jack (1979) - William Leigh
- Zulu Dawn (1979) - Colonel Pulleine
- A Game for Voltures (1979) - Raglan Thistle
- BBC2 Playhouse (televisieserie, aflevering School Play, 1979) - Geoffrey Treasure
- Cuba (1979) - Donald Skinner
- Tales of the Unexpected (televisieserie, aflevering The Stinker, 1980) - Harold Tinker/Colonel Tinker
- Rising Damp (1980) - Seymour
- Bad Timing (1980) - Stefan Vognic
- Hammer House of Horror (televisieserie, aflevering Rude Awakening, 1980)- Norman Shenley
- BBC2 Playhouse (televisieserie, aflevering Gentle Folk, 1980)
- Blade on the Feather (televisiefilm, 1980) - Jack Hill
- BBC2 Playhouse (televisieserie, aflevering In Hiding, 1980) - Bernard
- Sunday Lovers (1980) - Parker (Segment 'An Englishman's Home')
- The Two Faces of Evil (televisiefilm, 1980)
- BBC2 Playhouse (televisieserie, aflevering You're All Right, How Am I?, 1981) - Psychiater
- Raiders of the Lost Ark (1981) - Marcus Brody
- Marco Polo (mini-serie, 1982) - Niccolo Polo
- The Missionary (1982) - De bisschop
- Brimstone & Treacle (1982) - Tom Bates
- Trading Places (1983) - Coleman
- The Wicked Lady (1983) - Sir Ralph Skelton
- The Hound of the Baskervilles (televisiefilm, 1983) - Dr. Mortimer
- The Razor's Edge (1984) - Elliott Templeton
- A Private Function (1984) - Dr. Charles Swaby
- Camille (televisiefilm, 1984) - Graaf de Noilly
- Defence of the Realm (1985) - Vernon Bayliss
- Past Caring (televisiefilm, 1985) - Victor
- Bleak House (mini-serie, 1985) - John Jamdyce
- Underworld (1985) - Dr. Savary
- A Room with a View (1985) - Mr. Emerson, een Engelse toerist
- Hotel du Lac (televisiefilm, 1986) - Philip Neville
- Mrs. Delafield Wants to Marry (televisiefilm, 1986) - George Parker
- The Whoopee Boys (1986) - Col. Phelps
- MacGyver (televisieserie, aflevering Three for the Road, 1986)
- The Happy Valley (televisiefilm, 1987) - Sir Henry 'Jock' Delves Broughton
- Scoop (televisiefilm, 1987) - Mr. Salter
- Play for Today (televisieserie, aflevering Brimstone and Treacle, 1987) - Mr. Bates
- Maurice (1987) - Dokter Barry
- September (1987) - Howard
- A Child's Christmas in Wales (televisiefilm, 1987) - Oude Geraint
- Keys to Freedom (1988) - Inspecteur Basil Crisp
- Stealing Heaven (1988) - Fulbert
- Noble House (mini-serie, 1988) - Alastair Struan
- Worlds Beyond (televisieserie, aflevering Oliver's Ghost, 1988) - Sir Oliver Beresford
- Codename: Kyril (televisiefilm) - Povin
- The Ray Bradbury Theater (televisieserie, aflevering The Coffin, 1988) - Richard Braling
- The Bourne Identity (televisiefilm, 1988) - Geoffrey Washburn
- Hanna's War (1988)
- Nightmare Classics (televisieserie, aflevering The Strange Case of Dr. Jekyll and Mr. Hyde, 1989)
- Killing Dad or How to Love Your Mother (1989) - Monty Berg
- Return from the River Kwai (1989) - Col. Grayson
- Indiana Jones and the Last Crusade (1989) - Marcus Brody
- Bangkok Hilton (mini-serie, 1989) - Hal Stanton
- Sunday Pursuit (1990) - Thomas Wilkins
- The Love She Sought (televisiefilm, 1991) - James O'Hannon
- The Black Candle (televisiefilm, 1991) - William Filmore
- A Murder of Quality (televisiefilm, 1991) - George Smiley
- Toy Soldiers (1991) - Hoofdmeester
- Scorchers (1991) - Howler
- One Against the Wind (televisiefilm, 1991) - Father LeBlanc
- Noises Off (1992) - Selsdon Mowbray/De inbreker